# Selección de kabaddi de Inglaterra
La selección de kabaddi de Inglaterra en lugar de un equipo del Reino Unido o Gran Bretaña, se estableció en 1992 y representa al país en la Asociación Nacional de Kabaddi. El equipo también está afiliado a la Asociación Internacional de Kabaddi. En la Copa Mundial de Kabaddi de 2004, que fue el torneo inaugural de la Copa Mundial de Kabaddi, el equipo alcanzó los cuartos de final luego de ganar contra Malasia y Corea del Sur y una derrota contra Japón, donde perdió ante Canadá. El equipo ha participado en las fases de grupos de los torneos de la Copa Mundial de Kabaddi de 2007, 2010, 2011 y 2012, pero no se clasificó para las semifinales.

## Participaciones

### Copa Mundial de Kabaddi (estilo círculo)
| Año   | Resultado      | Pos.         |
| ----- | -------------- | ------------ |
| 2010  | Fase de grupos | 7°           |
| 2011  | Fase de grupos | 6°           |
| 2012  | No clasificó   | No clasificó |
| 2020  | No clasificó   | No clasificó |
| Total | 2/7            | 0 títulos    |

### Copa Mundial de Kabaddi (estilo estándar)
| Año   | Resultado      | Pos.         |
| ----- | -------------- | ------------ |
| 2004  | No clasificó   | No clasificó |
| 2007  | Fase de grupos | 10°          |
| 2016  | Fase de grupos | 10°          |
| Total | 2/3            | 0 títulos    |